# Andreas Rothfischer
Andreas Rothfischer (* 25. September 1863 in Roding; † 30. April 1944 daselbst) war ein Posthalter und Landwirt.
Rothfischer war in Roding ansässig. 1907 bis 1918 war er Mitglied der Bayerischen Kammer der Abgeordneten des Zentrums für den Wahlkreis Cham/Opf.